# Jaroslav Rakytskyj
Jaroslav Volodymyrovytj Rakytskyj, född 3 augusti 1990 i Persjotravensk, Sovjetunionen (nuvarande Ukraina), är en ukrainsk fotbollsspelare som spelar för ryska Zenit Sankt Petersburg. Han har tidigare spelat för den ukrainska klubben Sjachtar Donetsk.

## Landslagskarriär
Jaroslav Rakytskyj har även representerat Ukrainas fotbollslandslag 2009–2018 med 54 A-landskamper på meritlistan. När Ukrainas förbundskapten Andrij Sjevtjenko presenterade landslagstruppen till de två första EM-kvalmatcherna mot Portugal och Luxemburg i slutet av mars 2019 fanns Rakytskyj inte längre med i truppen. Detta ska ses i ljuset av att han fick hård kritik för beslutet att flytta till Ryssland för att spela för Zenit Sankt Petersburg som ägs av oljebolaget Gazprom, som i sin tur ägs av ryska staten. Ryssland och Ukraina ligger i konflikt sedan Rysslands annektering av Krimhalvön 2014.